# Oyrarbakki
Oyrarbakki (dánul: Ørebakke) település Feröer Eysturoy nevű szigetén. Közigazgatásilag Sundini község székhelye.

## Földrajz
A sziget nyugati partján, Norðskáli és Oyri között fekszik, a Streymoyt és Eysturoyt összekötő Streymin-híd lábánál. A híd 1973-as átadása óta egy modern postaépület, egy hét település 120 tanulóját ellátó iskola és számos bolt nyílt meg itt.

## Népesség
| Év              | Lakosság |
| --------------- | -------- |
| 1986. január 1. | 113      |
| 1991. január 1. | 115      |
| 1996. január 1. | 98       |
| 2001. január 1. | 91       |
| 2006. január 1. | 97       |

## Közlekedés
Oyrarbakki közvetlenül a Streymin-híd keleti hídfőjétől délre fekszik. Fontos közösségi közlekedési csomópont: érinti a Tórshavn és Klaksvík közötti 400-as buszjárat, valamint innen indulnak a 200-as, 201-es, 202-es, 203-as és 205-ös járatok Eysturoy különböző részei felé, illetve a Streymoy északi részén fekvő Tjørnuvíkba és Saksunba.